# 鶴橋車站
鶴橋車站（日语：／ Tsuruhashi eki */?）是一個位於日本大阪府大阪市生野區、天王寺區，屬於近畿日本鐵道（近鐵）、西日本旅客鐵道（JR西日本）、大阪市高速電氣軌道（大阪地下鐵）的鐵路車站。JR西日本的車站編號是JR-O04。近畿日本鐵道的車站編號是A04、D04。大阪地下鐵的車站編號是S19。JR西日本的車站象徵花卉是「繡球花」。

## 概要
在幾家業者所屬的站區中，近鐵所屬的站區位於生野區境內，而JR西日本與大阪市高速電氣軌道的站區則位於天王寺區內。鶴橋車站有多條鐵路路線經過，其中包括近鐵所屬的大阪線與奈良線（共用大阪線的路軌），JR西日本的大阪環狀線，與市營地下鐵千日前線。由於站內各路線匯集，每日超過20萬人次以上的使用率讓鶴橋車站成為JR西日本排名第六與近鐵排名第一的大型車站（根據2006年數據）。鶴橋車站是JR西日本旗下大阪近郊鐵路路線群都市網路（アーバンネットワーク，Urban Network）所屬的車站，根據JR的特定都區市內制度，被劃分為「大阪市內」的車站之一。
鶴橋站前在二戰結束後有為數不少的韓僑居住，形成韓國街。車站週邊因而聚集許多燒肉店及韓國料理店，入夜後甚至在近鐵的車站充滿燒肉味，2001年被環境省入選為氣味風景百選（かおり風景100選）。車站南西側有許多販售朝鮮半島日用品、服飾及食品的店。
車站東側是大阪鶴橋鮮魚批發市場（大阪鶴橋鮮魚卸売市場），近鐵每天（除了星期日）開行從宇治山田車站發車的鮮魚列車運送伊勢灣一帶捕撈的水產品到鶴橋站。

## 車站構造

### 近鐵
島式月台2面4線的高架車站，可停靠10節列車。月台位於2樓。

#### 月台配置
| 月台 | 路線   | 方向 | 目的地                                                      |
| ---- | ------ | ---- | ----------------------------------------------------------- |
| 1    | 特急   | 特急 | （大阪難波始發） 名古屋方向 伊勢志摩方向 奈良方向           |
| 1    | 奈良線 | 下行 | 東花園、大和西大寺、奈良方向                                |
| 2    | 特急   | 特急 | （大阪上本町始發） 伊勢志摩方向                             |
| 2    | 大阪線 | 下行 | 河內國分、大和八木方向 名古屋方向 伊勢志摩方向              |
| 3    | 奈良線 | 上行 | 大阪上本町（地下）、大阪難波方向 尼崎、甲子園、神戶三宮方向 |
| 4    | 大阪線 | 上行 | 往 大阪上本町（地面）                                       |

#### 配置圖
| ← 難波線 難波、尼崎、 神戶三宮方向 | 近鐵 大阪上本町站 － 布施站間 構內配線略圖     | → 奈良線 生駒、西大寺 、奈良方向 |
| | ↓ 大阪線 八木、伊勢中川、 伊勢志摩、名古屋方向 |                                  |
| 图例 参考文献：、 画像左起大阪上本町、鶴橋、今里、布施各站 ■：奈良線、■：大阪線、▲：難波到發的大阪線特急的路線 白線クロスハッチは下車專用月台 布施站的紅色實線內（4樓）為紅色虛線內（3樓）正上方 鶴橋站月台上另有大阪環狀線的橫跨軌道，本圖省略。 |                                                |                                  |

### JR西日本
對向式月台2面2線的高架車站。由於不設轉轍器與絕對信號機，因此被分類為停留所。

#### 月台配置
| 月台 | 路線       | 方向 | 目的地                   |
| ---- | ---------- | ---- | ------------------------ |
| 1    | 大阪環狀線 | 內環 | 京橋、大阪、環球影城方向 |
| 2    | 大阪環狀線 | 外環 | 天王寺、新今宮方向       |

### 大阪市高速電氣軌道
島式月台1面2線的地下車站。閘機分別設於東西兩處。JR鶴橋站附近的出入口為5 - 7號出入口（東閘機附近）、此處西面的交差點為1 - 4號出入口（西閘機附近）。轉乘JR與近鐵最近為6號出口。

#### 月台配置
| 月台 | 路線     | 目的地                     |
| ---- | -------- | -------------------------- |
| 1    | 千日前線 | 南巽方向                   |
| 2    | 千日前線 | 難波、阿波座、野田阪神方向 |

## 利用狀況
- 近畿日本鐵道 - 2018年11月13日上下車人次為161,451人。該公司車站僅次於大阪阿部野橋站排行第2位[利用客数 1]。
  - 根據「大阪市統計書」，2017年度1日平均上車人次為87,088人。
- JR西日本 - 2018年度上車人次為100,067人。該公司車站排行第6位[利用客数 2]。
- 大阪市高速電氣軌道 - 2018年11月13日1日上下車人次為28,271人（上車人次：14,756人，下車人次：13,515人）[利用客数 3]。

此上下車人次數合計為約38萬人，與惠比壽站同規模。
近年1日上車、上下車人次推移如下表。
- 近鐵、大阪市高速電氣軌道資料的交通量調查基於特定1日的上下車、上車人次。
- JR資料為1日平均上車人次。

| 年度               | 近畿日本鐵道 | 近畿日本鐵道 | 近畿日本鐵道 | 近畿日本鐵道     | JR西日本         | 大阪市高速電氣軌道 | 大阪市高速電氣軌道 | 大阪市高速電氣軌道 | 來源     |
| 年度               | 特定日       | 特定日       | 特定日       | 1日平均 上車人次 | 1日平均 上車人次 | 特定日             | 特定日             | 特定日             | 來源     |
| 年度               | 調查日       | 上下車人次   | 上車人次     | 1日平均 上車人次 | 1日平均 上車人次 | 調查日             | 上下車人次         | 上車人次           | 來源     |
| ------------------ | ------------ | ------------ | ------------ | ---------------- | ---------------- | ------------------ | ------------------ | ------------------ | -------- |
| 1990年（平成02年） | 11月06日     | 225,643      | 111,435      | 117,683          | 138,682          | 11月06日           | 28,949             | 15,084             | [ * 1 ]  |
| 1991年（平成03年） | -            | -            | -            | 129,191          | 141,054          | -                  | -                  | -                  | [ * 2 ]  |
| 1992年（平成04年） | 11月10日     | 228,880      | 113,718      | 119,389          | 142,846          | -                  | -                  | -                  | [ * 3 ]  |
| 1993年（平成05年） | -            | -            | -            | 120,870          | 143,210          | -                  | -                  | -                  | [ * 4 ]  |
| 1994年（平成06年） | -            | -            | -            | 120,487          | 142,331          | -                  | -                  | -                  | [ * 5 ]  |
| 1995年（平成07年） | 12月05日     | 225,410      | 110,347      | 121,063          | 143,500          | 2月15日            | 27,291             | 14,446             | [ * 6 ]  |
| 1996年（平成08年） | -            | -            | -            | 118,691          | 141,071          | -                  | -                  | -                  | [ * 7 ]  |
| 1997年（平成09年） | -            | -            | -            | 116,336          | 136,548          | -                  | -                  | -                  | [ * 8 ]  |
| 1998年（平成10年） | 11月10日     | 217,792      | 105,844      | 111,902          | 131,731          | 11月10日           | 23,874             | 12,932             | [ * 9 ]  |
| 1999年（平成11年） | -            | -            | -            | 108,723          | 127,628          | -                  | -                  | -                  | [ * 10 ] |
| 2000年（平成12年） | 11月07日     | 213,069      | 105,193      | 106,794          | 125,060          | -                  | -                  | -                  | [ * 11 ] |
| 2001年（平成13年） | -            | -            | -            | 105,768          | 123,206          | -                  | -                  | -                  | [ * 12 ] |
| 2002年（平成14年） | -            | -            | -            | 101,961          | 118,949          | -                  | -                  | -                  | [ * 13 ] |
| 2003年（平成15年） | 11月11日     | 189,171      | 92,890       | 100,423          | 118,136          | -                  | -                  | -                  | [ * 14 ] |
| 2004年（平成16年） | -            | -            | -            | 98,819           | 116,440          | -                  | -                  | -                  | [ * 15 ] |
| 2005年（平成17年） | 11月08日     | 189,413      | 92,435       | 97,084           | 114,422          | -                  | -                  | -                  | [ * 16 ] |
| 2006年（平成18年） | -            | -            | -            | 96,026           | 113,275          | -                  | -                  | -                  | [ * 17 ] |
| 2007年（平成19年） | -            | -            | -            | 95,292           | 111,308          | 11月13日           | 24,682             | 13,058             | [ * 18 ] |
| 2008年（平成20年） | 11月18日     | 173,523      | 84,547       | 90,005           | 105,724          | 11月11日           | 25,408             | 13,453             | [ * 19 ] |
| 2009年（平成21年） | -            | -            | -            | 82,634           | 96,662           | 11月10日           | 25,230             | 13,188             | [ * 20 ] |
| 2010年（平成22年） | 11月09日     | 155,242      | 76,357       | 81,218           | 94,407           | 11月09日           | 25,010             | 13,223             | [ * 21 ] |
| 2011年（平成23年） | -            | -            | -            | 80,829           | 94,613           | 11月08日           | 25,089             | 13,139             | [ * 22 ] |
| 2012年（平成24年） | 11月13日     | 153,580      | 75,380       | 81,231           | 94,636           | 11月13日           | 25,538             | 13,276             | [ * 23 ] |
| 2013年（平成25年） | -            | -            | -            | 84,082           | 96,317           | 11月19日           | 26,290             | 13,820             | [ * 24 ] |
| 2014年（平成26年） | -            | -            | -            | 82,077           | 95,698           | 11月11日           | 26,900             | 14,120             | [ * 25 ] |
| 2015年（平成27年） | 11月10日     | 160,158      | 78,451       | 85,402           | 97,240           | 11月17日           | 28,598             | 14,809             | [ * 26 ] |
| 2016年（平成28年） | -            | -            | -            | 86,293           | 98,201           | 11月08日           | 28,236             | 14,690             | [ * 27 ] |
| 2017年（平成29年） | -            | -            | -            | 87,088           | 99,474           | 11月14日           | 29,814             | 15,276             | [ * 28 ] |
| 2018年（平成30年） | 11月13日     | 161,451      | 79,647       |                  | 100,067          | 11月13日           | 28,271             | 14,756             | [ * 29 ] |

## 相鄰車站
近畿日本鐵道
- □特急停車站

名阪特急「Hinotori」、「Urban Liner」
大阪上本町（A03）－鶴橋（A04）－（部分甲特急以及全部的乙特急增停大和八木（D39））－津（E39）
阪伊甲特急、阪伊乙特急（大阪難波始發）、觀光特急「Shimakaze」阪伊系統
大阪上本町（A03）－鶴橋（A04）－大和八木（D39）（阪伊甲特急往賢島方向直達伊勢市（M73））
阪奈特急
大阪上本町（A03）－鶴橋（A04）－生駒（A17）
阪伊乙特急（大阪上本町始發）
大阪上本町（D03）－鶴橋（D04）－（部分車次增停布施（D06））－大和八木（D39）
 大阪線
■快速急行
大阪上本町（D03）－鶴橋（D04）－五位堂（D23）
■急行、■準急、■區間準急
大阪上本町（D03）－鶴橋（D04）－布施（D06）
■普通
大阪上本町（D03）－鶴橋（D04）－今里（D05）
 奈良線
■快速急行（此站起至難波線西九條站為止各站停車）
大阪上本町（A03）－鶴橋（A04）－生駒（A17）
■急行、■準急、■區間準急
大阪上本町（A03）－鶴橋（A04）－布施（A06）
■普通
大阪上本町（A03）－鶴橋（A04）－今里（A05）
西日本旅客鐵道（JR西日本）
 大阪環狀線
■大和路快速、■區間快速、■關空快速、■紀州路快速、■快速、■直通快速、■普通
桃谷（JR-O03）－鶴橋（JR-O04）－玉造（JR-O05）
大阪市高速電氣軌道（大阪地下鐵）
 千日前線
谷町九丁目（S18）－鶴橋（S19）－今里（S20）

#### 利用狀況的來源
JR、私鐵、地下鐵統計資料
1. ↑  .   [2020-05-26]. （原始内容存档于2020-05-06）.
2. ↑  データで見るJR西日本2019PDF - JR西日本
3. ↑  路線別乗降人員（2018年11月13日 交通調査）PDF - Osaka Metro

大阪府統計年鑑
1. ↑  大阪府統計年鑑（平成3年）PDF
2. ↑  大阪府統計年鑑（平成4年）PDF
3. ↑  大阪府統計年鑑（平成5年）PDF
4. ↑  大阪府統計年鑑（平成6年）PDF
5. ↑  大阪府統計年鑑（平成7年）PDF
6. ↑  大阪府統計年鑑（平成8年）PDF
7. ↑  大阪府統計年鑑（平成9年）PDF
8. ↑  大阪府統計年鑑（平成10年）PDF
9. ↑  大阪府統計年鑑（平成11年）PDF
10. ↑  大阪府統計年鑑（平成12年）PDF
11. ↑  大阪府統計年鑑（平成13年）PDF
12. ↑  大阪府統計年鑑（平成14年）PDF
13. ↑  大阪府統計年鑑（平成15年）PDF
14. ↑  大阪府統計年鑑（平成16年）PDF
15. ↑  大阪府統計年鑑（平成17年）PDF
16. ↑  大阪府統計年鑑（平成18年）PDF
17. ↑  大阪府統計年鑑（平成19年）PDF
18. ↑  大阪府統計年鑑（平成20年）PDF
19. ↑  大阪府統計年鑑（平成21年）PDF
20. ↑  大阪府統計年鑑（平成22年）PDF
21. ↑  大阪府統計年鑑（平成23年）PDF
22. ↑  大阪府統計年鑑（平成24年）PDF
23. ↑  大阪府統計年鑑（平成25年）PDF
24. ↑  大阪府統計年鑑（平成26年）PDF
25. ↑  大阪府統計年鑑（平成27年）PDF
26. ↑  大阪府統計年鑑（平成28年）PDF
27. ↑  大阪府統計年鑑（平成29年）PDF
28. ↑  大阪府統計年鑑（平成30年）PDF
29. ↑  大阪府統計年鑑（令和元年）PDF

## 外部連結
- 鶴橋 - 近畿日本鐵道
- 鶴橋｜車站資訊：JR出門網 - 西日本旅客鐵道
- 車站Guide：鶴橋 - Osaka Metro

34°39′55″N 135°31′48.7″E / 34.66528°N 135.530194°E